# Circo de Peñalara

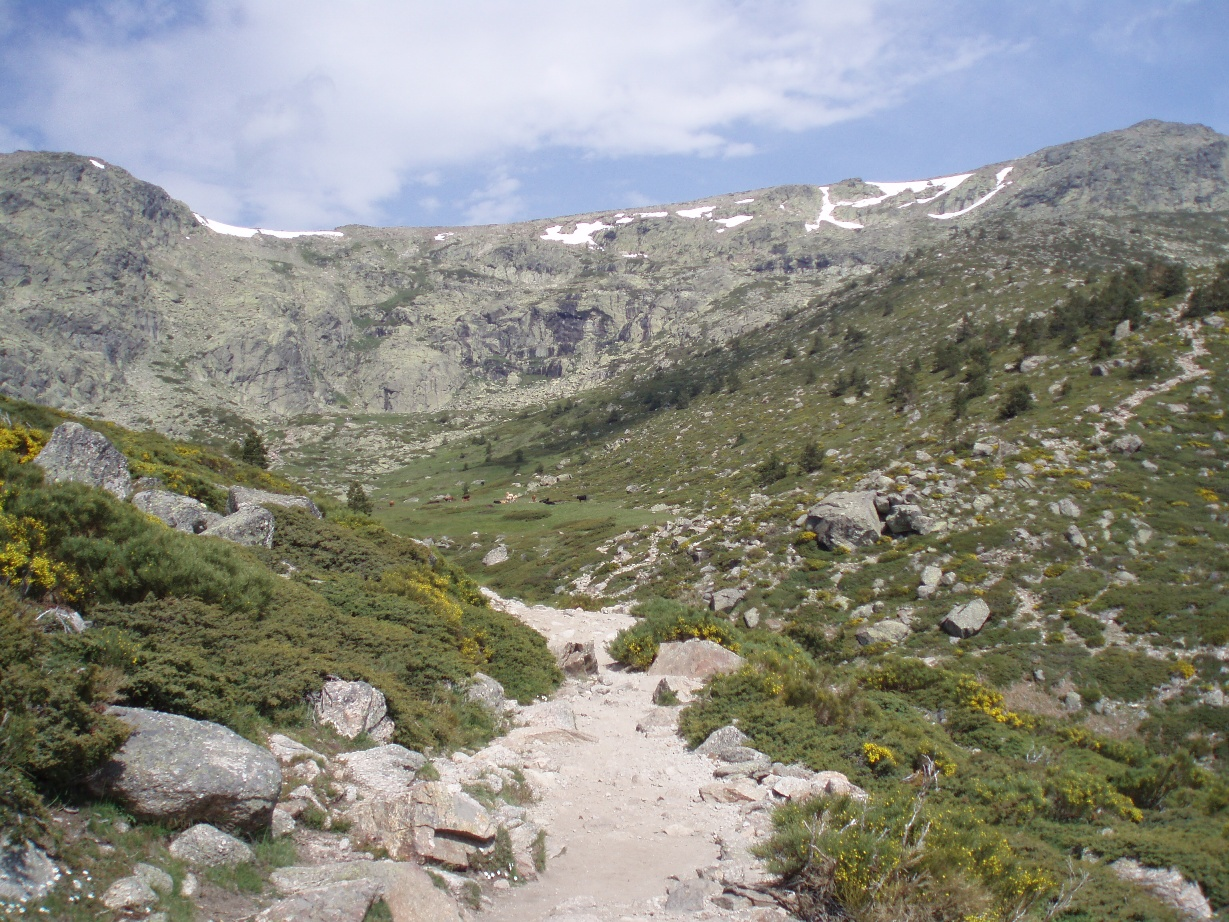
Sector nordeste del circo de Peñalara visto desde el camino que conduce a la Laguna Grande de Peñalara.

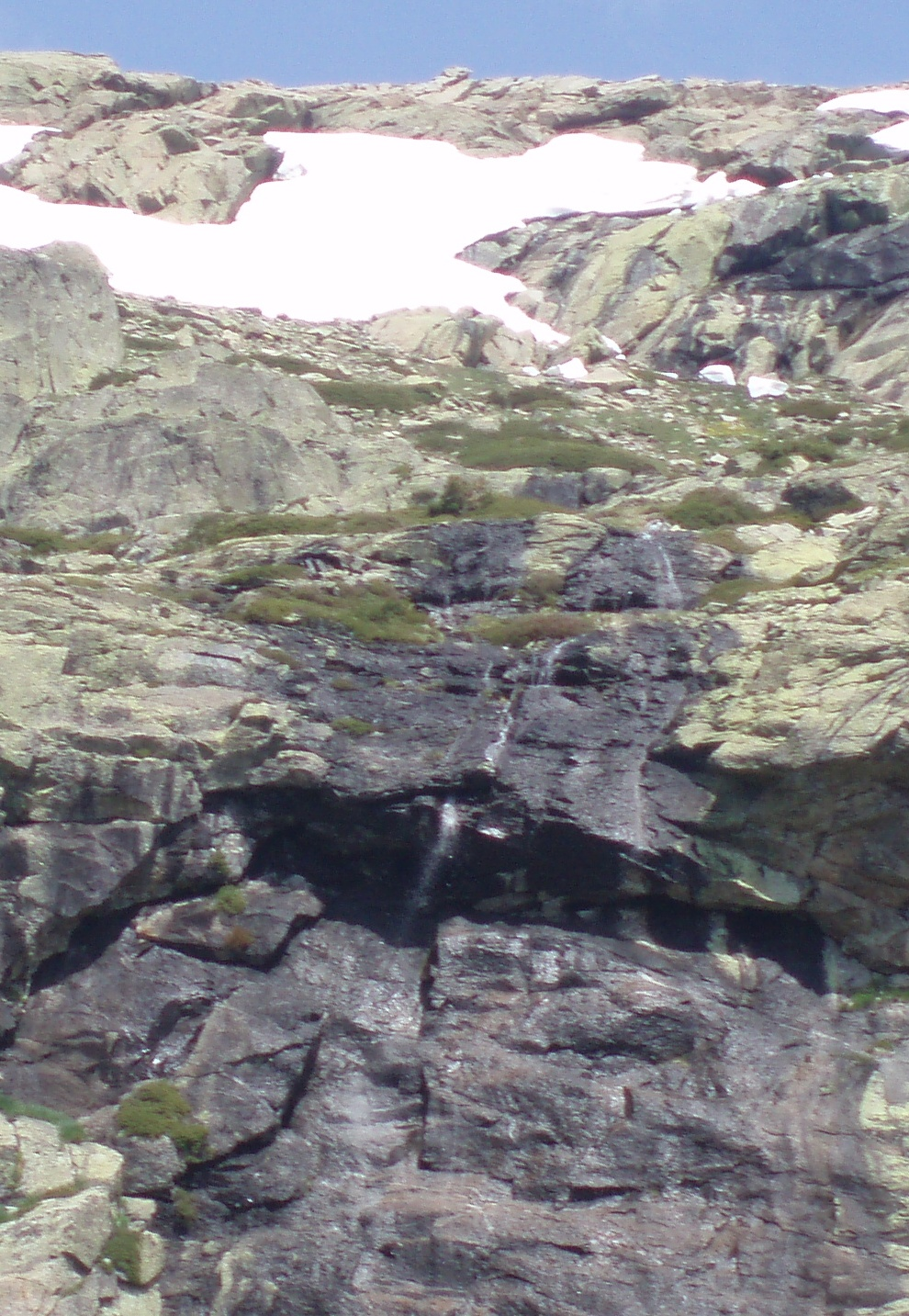
Una de las pequeñas cascadas que se forman en las paredes del circo de Peñalara durante el deshielo en junio.

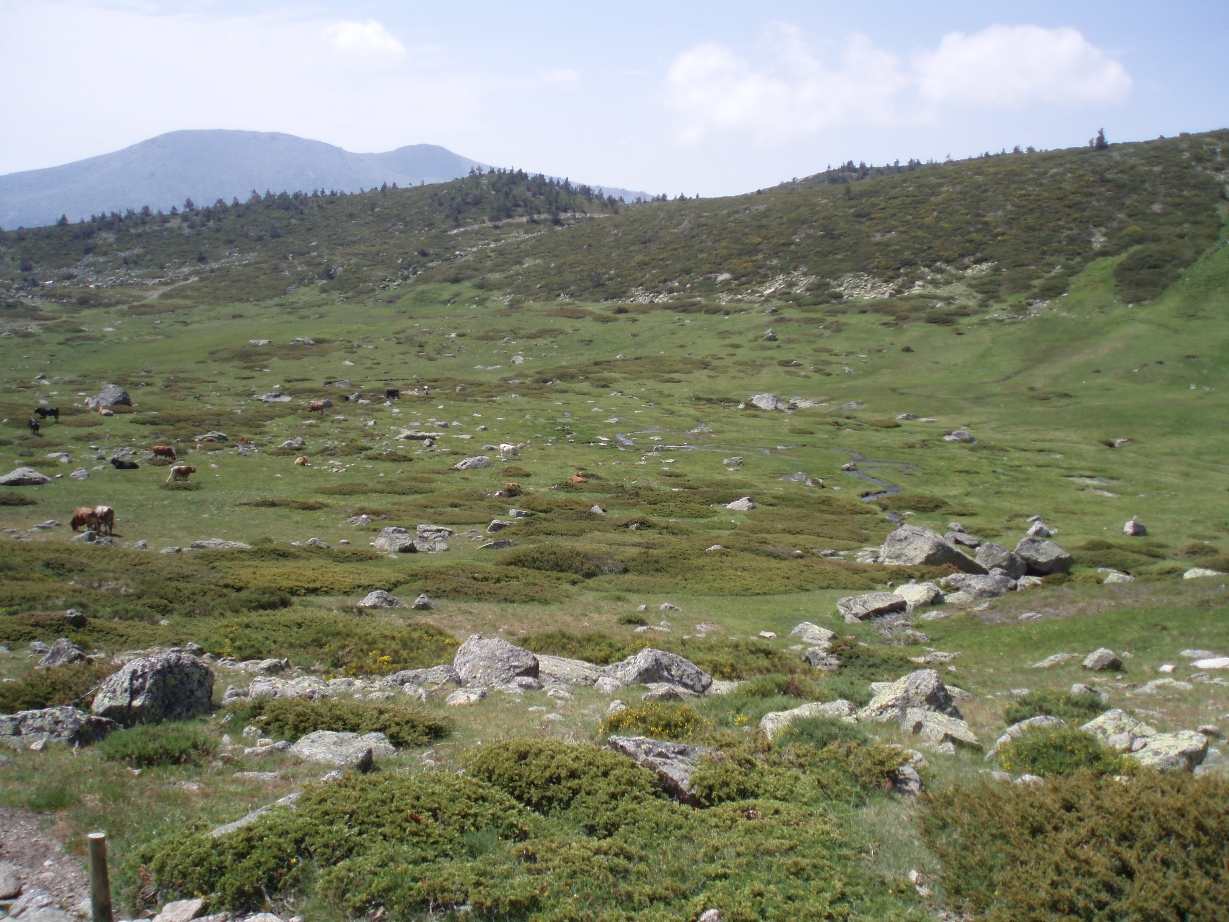
Pradera de la base del sector nordeste del circo salpicada de arroyos. Tras la morrena se ven las Cabezas de Hierro.

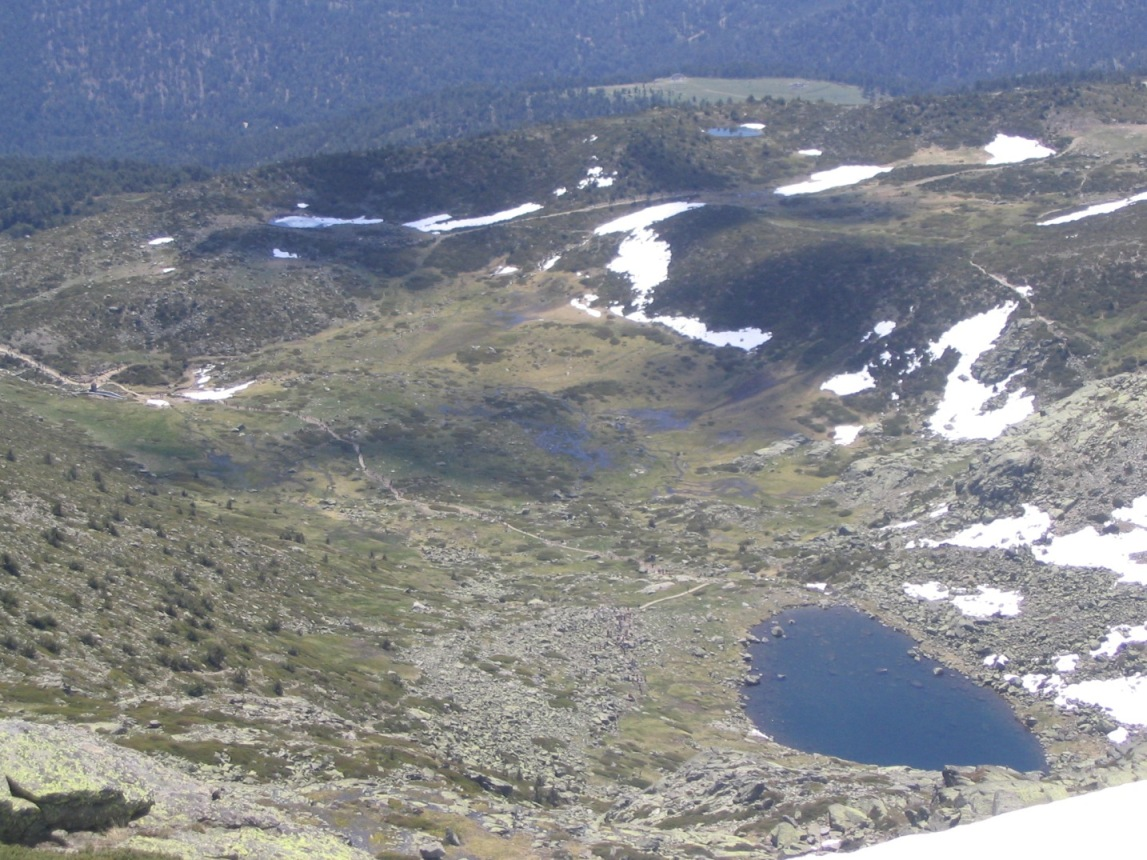
Fondo del sector nordeste del circo visto desde la cornisa de cumbres del macizo de Peñalara. En el extremo inferior derecho se ve la Laguna Grande de Peñalara.

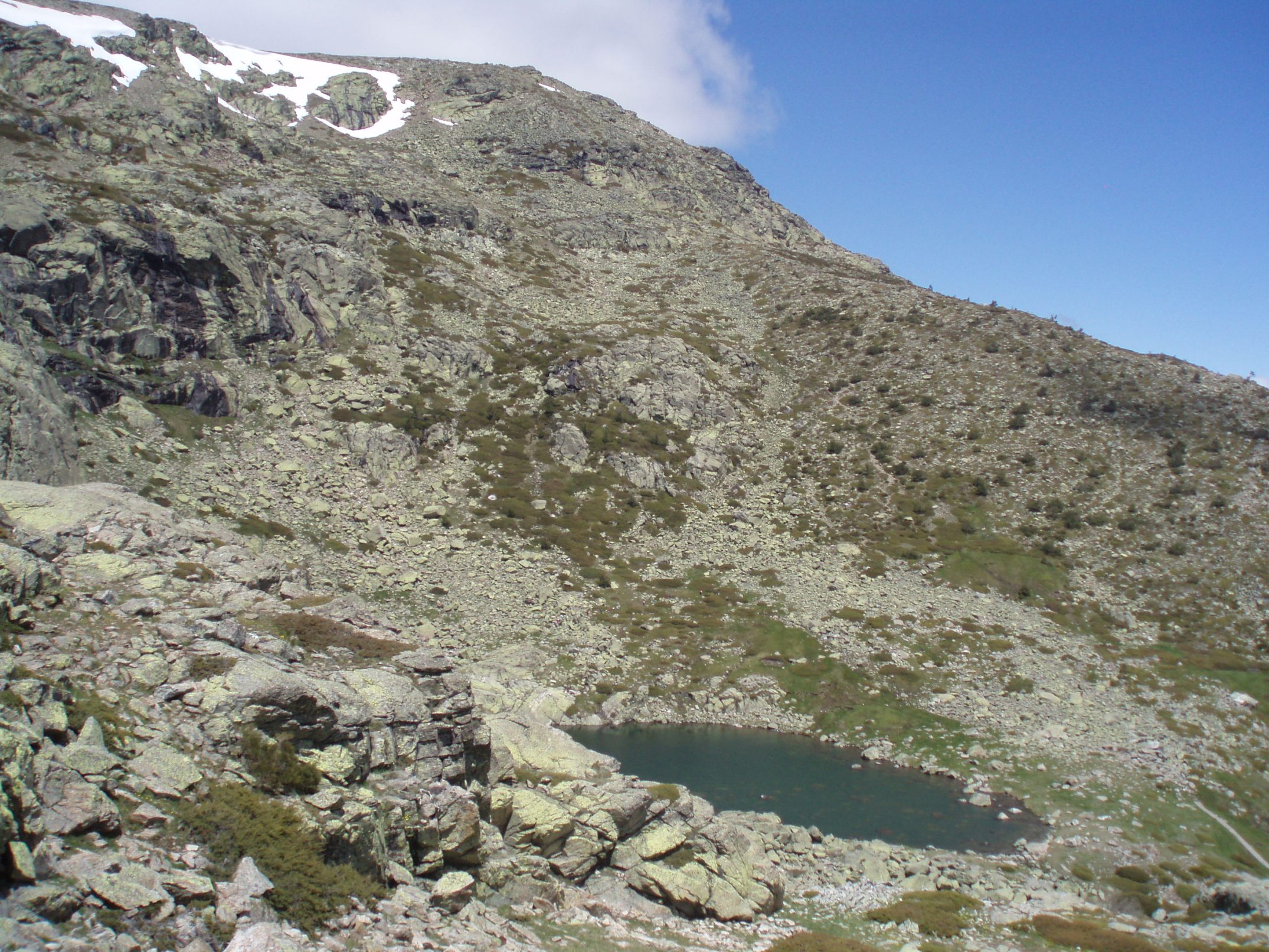
Cima y laguna grande de Peñalara.

El circo glaciar de Peñalara, también conocido como Hoya de Peñalara y Hoya del Toril, es un circo glaciar situado dentro del parque natural de Peñalara, en el centro de la Sierra de Guadarrama (sierra perteneciente al Sistema Central). Es el más extenso de la sierra con sus 140 ha aproximadamente. Administrativamente está dentro del término municipal de Rascafría, un municipio español ubicado en el noroeste de la Comunidad de Madrid.
Este circo, que se creó hace 1,8 millones de años gracias a la acción glaciar, consta de dos sectores o cubetas glaciares. Uno de ellos está situado en el nordeste del circo y alberga hoy en su zona central la Laguna Grande de Peñalara, y el otro está en el suroeste y tiene un relieve menos abrupto. En el circo se practican deportes como el senderismo y, especialmente, la escalada, deporte que cuenta con cerca de 150 vías. La afluencia de montañeros y turistas es masiva durante todo el año, lo cual se evidencia con los 133 000 visitantes anuales que se contabilizaron en 2006.

## Relieve
Este circo glaciar se ubica en la vertiente este de la zona sur del macizo de Peñalara. Las tres montañas que componen esta parte del macizo son, ordenadas de sur a norte, la Hermana Menor (2271 m), la Hermana Mayor (2285 m) y el pico de Peñalara (2428 m), que es el más alto de la Sierra de Guadarrama. Esta cornisa de cumbres hace de límite occidental en el circo. Éste a su vez consta de dos sectores separados por una morrena. El más septentrional, el sector nordeste, es el más excavado de los dos y en su fondo está la Laguna Grande de Peñalara. El más meridional, el sector suroeste, tiene un relieve menos abrupto, no tiene lagunas permanentes y tiene menos superficie que el primero. Ambos sectores están separados por una morrena de unos 500 metros de longitud que comienza en el pico de la Hermana Mayor y que se extiende hacia el este. El circo de Peñalara es el más grande de la Sierra de Guadarrama y uno de los pocos que hay en el Sistema Central. Tiene una superficie aproximada de poco más de 140 hectáreas; la base tiene una altitud comprendida entre los 1950 y 2100 m s. n. m., y las paredes rocosas del oeste alcanzan una altura de entre 200 y 300 metros.

### Sector nordeste
El sector del nordeste está dentro de una cornisa de cumbres con una forma de "C" orientada al este. Al norte está limitado con el pico de Peñalara (2430 m), el más alto de la Sierra de Guadarrama, y el pico de la Hermana Mayor (2285 m) está en el extremo suroeste. Estas dos montañas están separadas por 1200 metros aproximadamente y entre ellas hay un collado de 2264 metros de altitud ubicado en la zona oeste del sector y constituye el punto más bajo de esta cornisa de cumbres. 
Por el norte el sector está limitado por una morrena orientada de noroeste a sureste que mide unos 800 metros, y por el sur sucede lo mismo con otra morrena orientada de oeste a este, que mide poco más de 500 metros, comienza en la cima de la Hermana Mayor y separa este sector del ubicado al suroeste. Esta última morrena se une, en su extremo oriental, con una tercera que está orientada de suroeste a noreste y que se aproxima a la morrena del norte en el extremo este del sector, dejando un pequeño hueco por el que baja el arroyo de la Laguna Grande de Peñalara.

### Sector suroeste
El segundo sector del circo, menos excavado que el primero, está ubicado en el suroeste y también se lo conoce con el nombre de "Circo de Dos Hermanas". Al norte limita con la morrena divisoria de los dos sectores y al oeste está la línea de cumbres de los dos picos de Dos Hermanas, estando la Mayor en el noroeste y la Menor en el oeste. El sur y este del circo está delimitado por una morrena que baja del pico de la Hermana Menor y describe una "L", permitiendo que las aguas de este sector, que forman arroyos con curso temporal, se drenen hacia el noreste de manera que desemboquen en el arroyo de la Laguna Grande. La base de este sector tiene una mayor altura que la del nordeste.

## Geología
Este circo de creó por la acción glaciar presente en el Cuaternario, hace aproximadamente 1,8 millones de años, y el tipo de roca superficial más abundante de este lugar es el granito, que también lo es del resto de la Sierra de Guadarrama. La expansión glaciar originó la creación de varias morrenas que hoy en día son visibles.
Las dos cubetas glaciares, que son de diferente tamaño, están separadas por un resalte rocoso sobre el que se sitúa el refugio Zabala, y que se continúa en la morrena del sur que señala el límite entre ambos sectores. El sector de la Laguna Grande de Peñalara, al nordeste, está más excavado, la cubeta es más profunda, indicando mayor espesor de hielo y capacidad erosiva. El otro sector, al suroeste de la laguna, tiene su fondo a mayor cota, señalando un menor desarrollo. El conjunto queda cerrado al este por un amplio arco morrénico, formado en el último máximo glaciar, cuya morrena derecha, la ubicada al sur y al este, muestra mayor desarrollo, incluso varios arcos menores, que la correspondiente a la izquierda o septentrional.

## Hidrografía

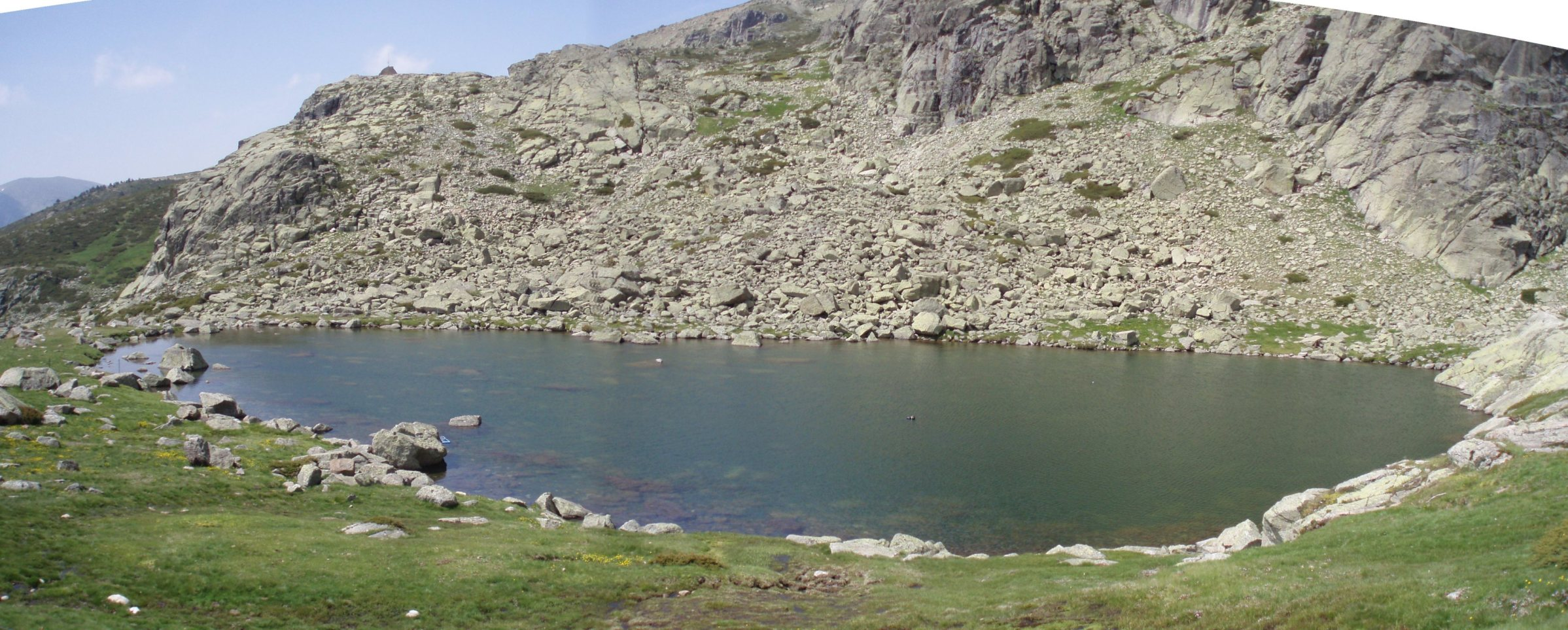
Laguna grande de Peñalara, ubicada en el centro del sector del nordeste del circo.

En el fondo del sector noroeste está la Laguna Grande de Peñalara, la más grande del parque natural de mismo nombre, y en las paredes del circo se pueden encontrar cascadas durante el deshielo de los neveros ubicados en la cornisa de cumbres. De esta laguna, que goza de un nivel de protección medioambiental máximo, sale el Arroyo de la Laguna Grande de Peñalara, el cual desciende hacia el sureste para desembocar en el río Lozoya. 
Los arroyos que discurren por el circo, a su paso por las zonas con menos pendiente, forman varias charcas y humedales durante las temporadas más lluviosas del año, dando lugar a ecosistemas acuáticos. En el extremo este y sureste del circo hay dos lagunas glaciares cuya existencia es temporal porque se secan en los veranos más secos. Una de ellas es la Laguna Chica de Peñalara, situada en el extremo sureste del sector del noreste.

## Medio ambiente

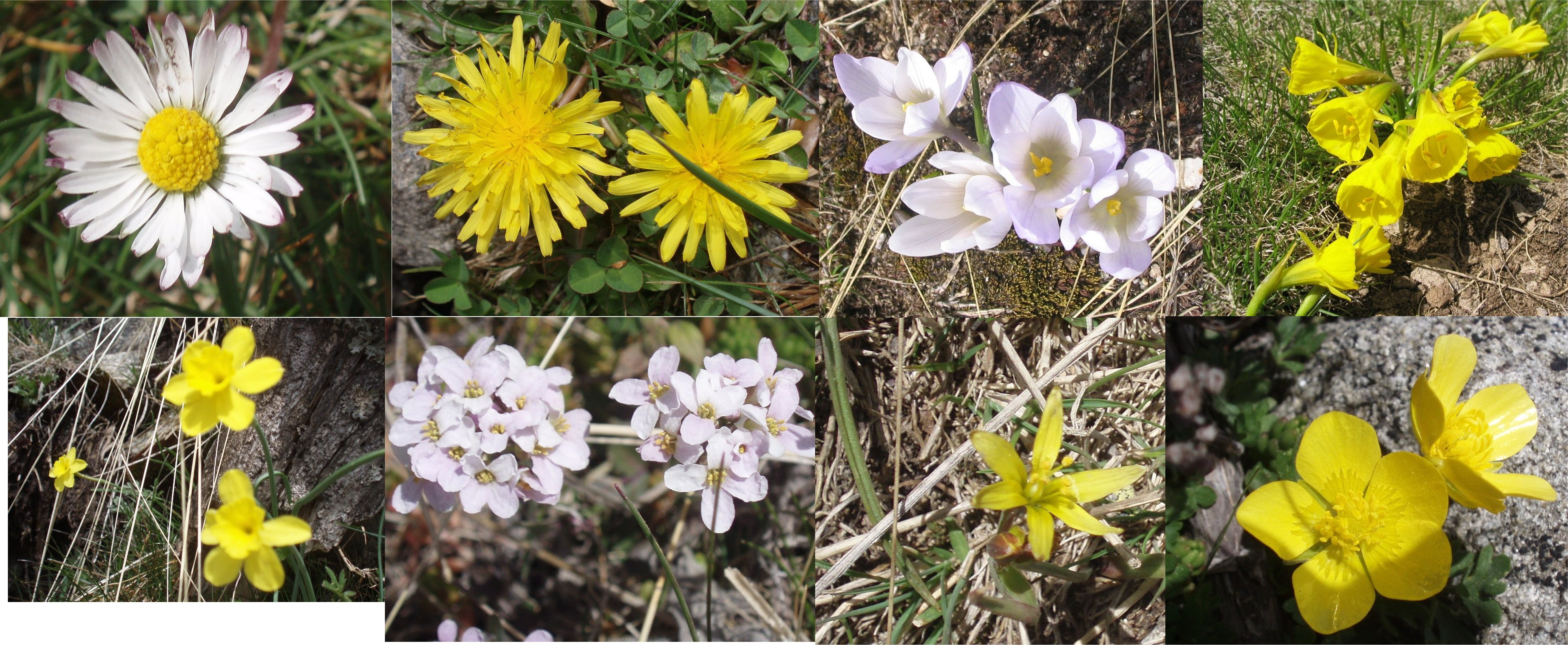
Flores silvestres que aparecen en primavera en el fondo del circo. De las dos flores de la esquina superior derecha, la flor blanca es un Crocus y la amarilla es un Narcissus.

La flora que habita en el circo está compuesta fundamentalmente por plantas de ciclo vital anual, es decir, por especies herbáceas. Sin embargo existen arbustos rastreros de alta montaña que se pueden encontrar en el fondo del circo, como son el piorno, la retama y el enebro. Las especies arbóreas son muy escasas debido a las condiciones climáticas y geológicas, que hacen que el lugar sea muy frío y ventoso. Sólo se encuentran algunos pinos silvestres desperdigados y de poca altura en las zonas este y norte. 
La fauna la componen animales de pequeñas dimensiones, anfibios que viven en las lagunas y aves rapaces de gran porte. Se han contabilizado diez especies de anfibios, de las cuales siete están incluidas en el Catálogo Nacional de Especies Amenazadas, y 97 especies de aves, de las cuales 79 están protegidas. Algunas especies que se pueden encontrar son la salamandra común, águila imperial, buitre negro, topillo nival, lagartija roquera, lagartija serrana, mariposa Parnassius apolo, Plebicula ni ecensis e Hyphoraia dejeani.
El clima que se da en el circo es de alta montaña, caracterizado por tener temperaturas frías durante todo el año y cambiantes en las diferentes estaciones, y abundantes precipitaciones, que son de nieve desde mediados de noviembre hasta finales de abril. La precipitación media anual oscila entre 1500 y 2500 mm; son más escasas durante el verano y abundantes en otoño y primavera. El suelo permanece cubierto de nieve, generalmente, durante todo el invierno y la primera mitad de primavera, y la superficie de las lagunas permanece helada durante los meses más fríos. La temperatura media se sitúa entre los 6 y 7 °C, llegando a máximas en verano de 22 °C y a mínimas en invierno de -14 °C. El régimen de vientos es bastante intenso por situarse cerca de la cornisa de cumbres, lo cual impide la proliferación de bosques.

## Turismo y deporte

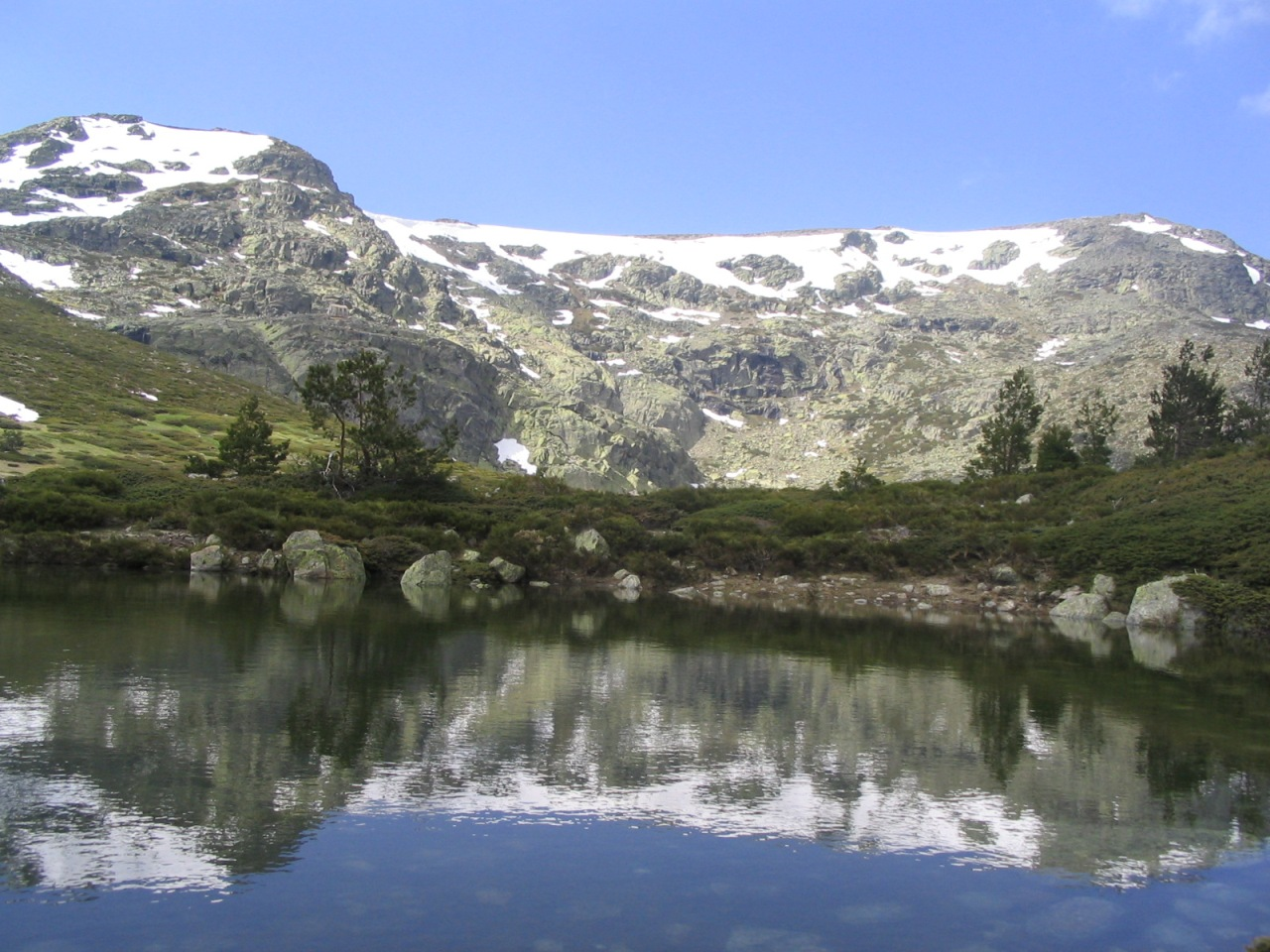
Sector nordeste del circo y una laguna temporal del sector suroeste.

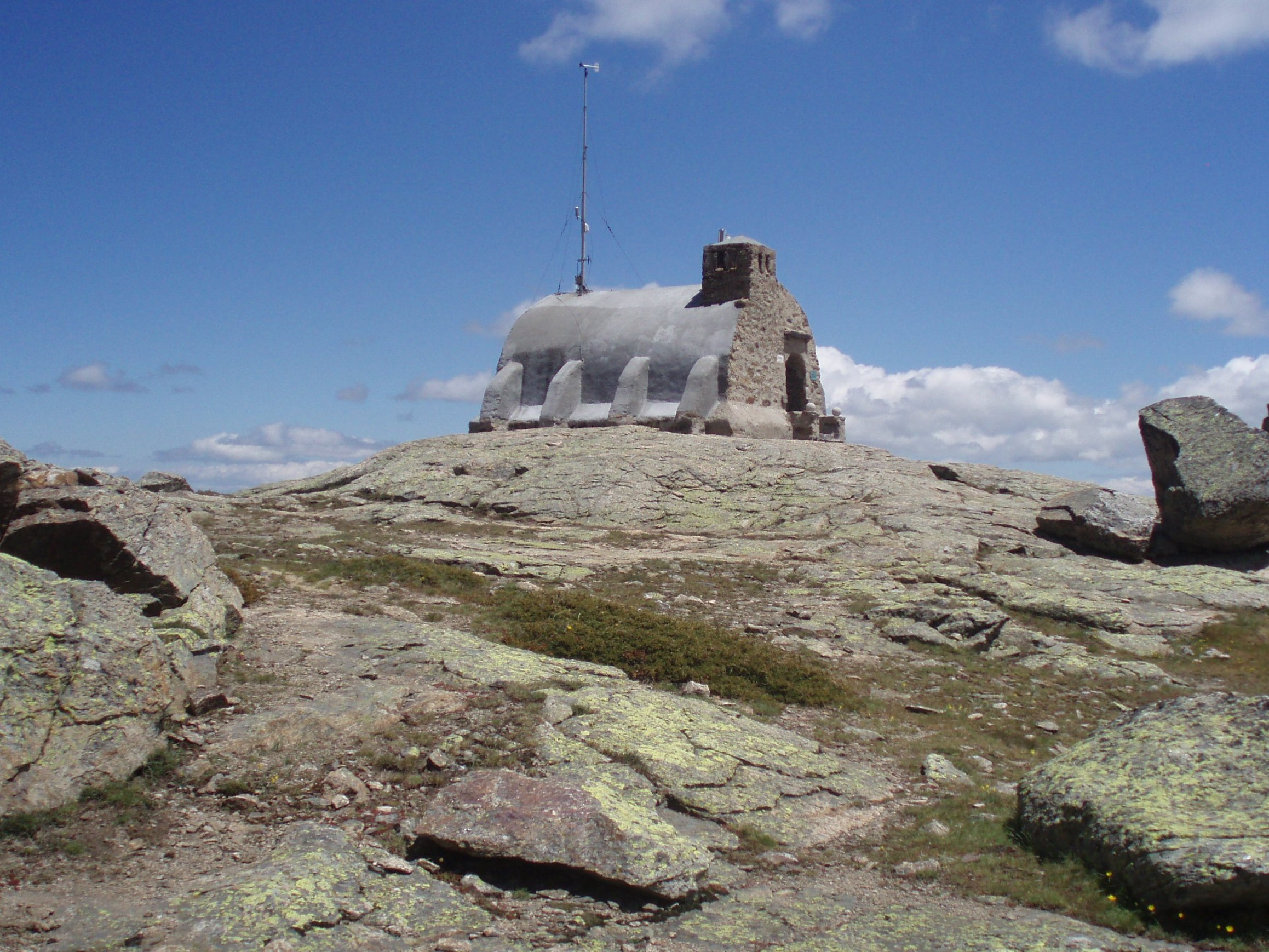
Refugio Zabala.

El circo de Peñalara es el lugar más visitado de todo el parque natural de Peñalara al tener un acceso muy fácil desde el Puerto de Cotos (1830 m), situado 1,5 km al sur, y por ser uno de los paisajes más llamativos de la reserva natural. Este paraje recibió más de 133 000 visitantes en el 2006. Los deportes más practicados en el lugar son el senderismo y la escalada. Durante los meses de invierno también es posible practicar el esquí de fondo por algunas pistas de la desmantelada estación de esquí de Valcotos.
El senderismo es uno de los deportes más practicados gracias a que hay una serie de caminos y senderos que recorren el circo. El más transitado y visitado de ellos es el que sale del Puerto de Cotos y conduce a la Laguna Grande de Peñalara, pasando muy cerca de la Laguna Chica. Este camino tiene un nivel de dificultad muy bajo, está señalizado y se realiza en una hora y cuarto, lo que hace que la afluencia de personas sea abundante durante todo el año. Esta es una de las razones por las que haya zonas del circo que gozan de un nivel de protección medioambiental máximo dentro del parque natural de Peñalara. De este camino, a su paso por el extremo noreste del circo, sale un sendero que asciende en sentido noroeste por la morrena septentrional y conduce a la Laguna de los Pájaros. Del camino principal sale otro sendero que se dirige al sur y lleva a la Laguna Chica de Peñalara y, más tarde, al primer tramo del camino de ascenso al pico de Peñalara, que se encuentra en el límite sur del circo glaciar. Existe un tercer sendero, menos marcado que los anteriores, que conecta directamente el camino de ascenso al pico de Peñalara con la Laguna Grande de Peñalara, pasando por el Refugio Zabala. La descripción de una completa ruta circular a Peñalara y el track GPS se encuentra en Wikiloc, que también incluye referencias a numerosa información, fotos y un vídeo que ayudarán al senderista.
La escalada es un deporte muy practicado en la zona. Existen numerosas paredes rocosas en la zona occidental del circo donde es posible realizar este deporte y representa la cuna de muchos escaladores madrileños. Todas estas paredes están en el sector del noreste y en ellas hay cerca de 150 vías de escalada, todas ellas muy usadas desde principios del siglo XX. Los sectores de escalada son los siguientes: Dos Hermanas, Cosaco, Placas Duro, Teresa, Trapecio y Zabala. Cuando las condiciones invernales lo permiten, también se puede practicar la escalada en hielo en muchas de estas vías.

## Vistas panorámicas

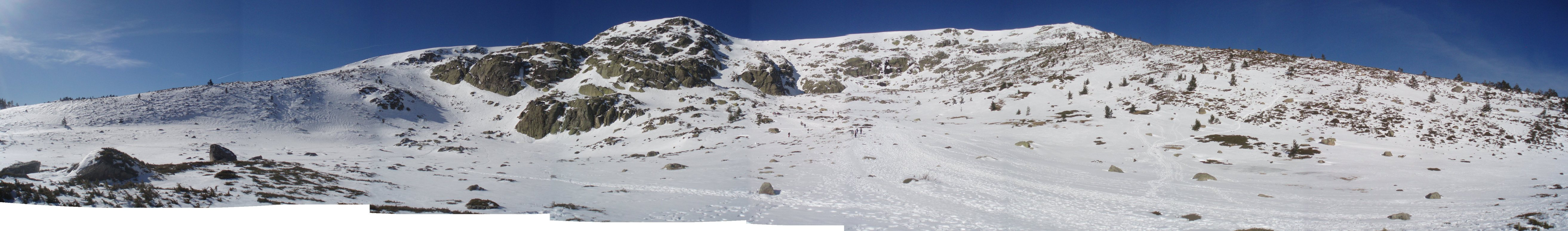
Vista panorámica del circo de Peñalara en invierno. En la izquierda de la imagen está el pico de la Hermana Menor, en el centro se observa el pico de la Hermana Mayor y en a la derecha el pico de Peñalara. El pico de la Hermana Mayor delimita los dos sectores en los que se divide el circo.

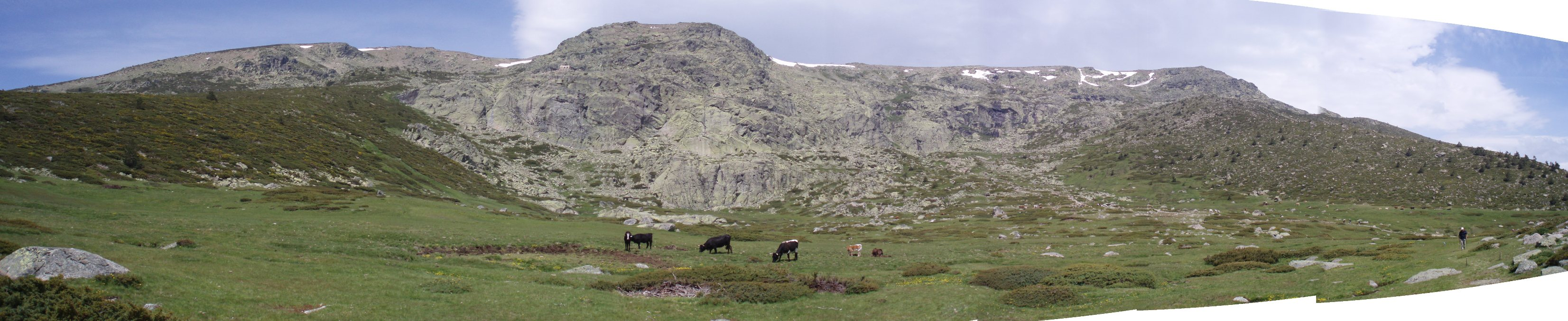
Vista panorámica del circo de Peñalara. En la izquierda de la imagen está el pico de la Hermana Menor, en el centro se observa el pico de la Hermana Mayor y en a la derecha el pico de Peñalara. El pico de la Hermana Mayor delimita los dos sectores en los que se divide el circo. En los dos extremos de la imagen se ven las dos morrenas que limitan el sector nordeste.

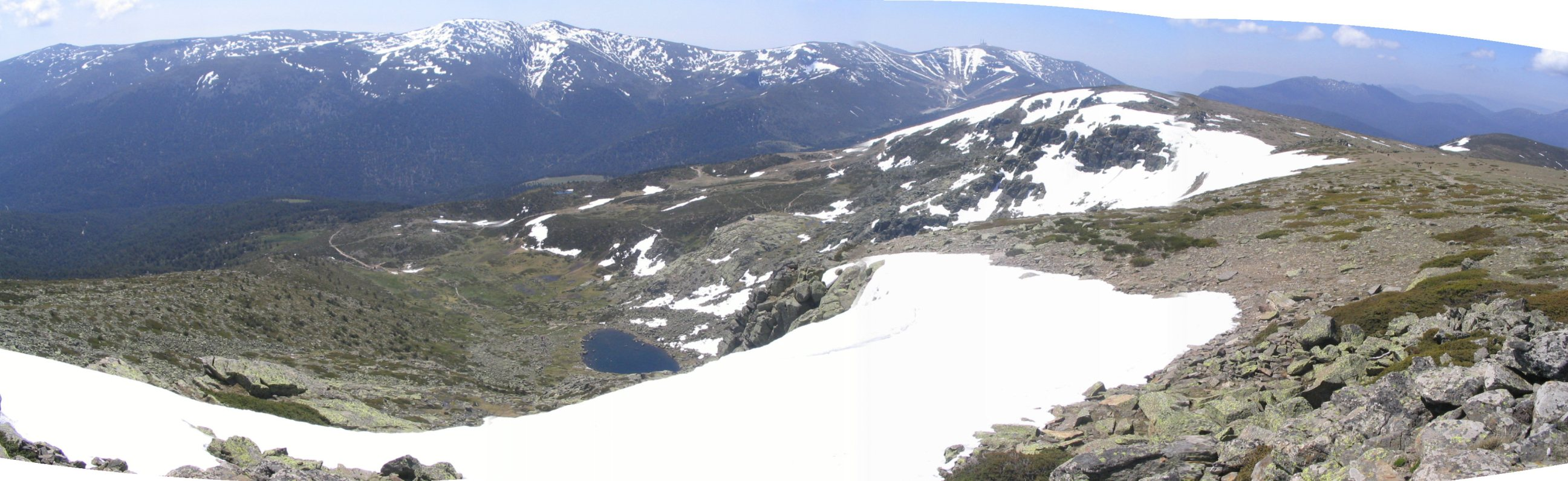
Vista panorámica del circo de Peñalara desde la cornisa de cumbres del macizo de Peñalara. En la imagen se puede observar la Laguna Grande de Peñalara, a su derecha el sector suroeste y al fondo la alineación montañosa de Cuerda Larga.

## Cartografía
- Mapa "guía de la Sierra de Guadarrama 1:50.000", editado por I.G.N.. ISBN 84-234-3412-0
- Mapa "excursionista de Guadarrama 1:25.000", editado por editorial Alpina. ISBN 84-8090-159-4
- Mapa "excursionista de La Pedriza 1:25.000", editado por editorial Alpina. ISBN 84-8090-160-8
- Mapa "sierra de Guadarrama 1:50.000", editado por La Tienda verde. ISBN 84-611-3107-X